# Mauricio Durán
Pour les articles homonymes, voir Duran.
Mauricio Gustavo Durán Fernández est né le 19 octobre 1976 à Concepción dans le sud du Chili. Il est guitariste du groupe Los Bunkers comme son frère cadet Francisco Durán.